# Diana, prinsesse af Wales
Diana, prinsesse af Wales, også kendt som prinsesse Diana eller lady Diana (født Diana Frances Spencer 1. juli 1961, død 31. august 1997) var - som ægtefælle til den britiske tronfølger, prins Charles - prinsesse af Wales fra 1981 til 1996.

## Biografi

### Fødsel og familie
Hun var datter af John Spencer, 8. jarl Spencer og Frances Shand Kydd og blev født i Park House i Sandringham i Norfolk. Spencer-familien er en af de ældste engelske adelsfamilier og havde et tæt forhold til den engelske kongefamilie.

### Forlovelse og ægteskab
Prins Charles og Diana havde kendt hinanden i flere år, før de blev forlovet 24. februar 1981. Hendes store forlovelsesring til £30.000 bar en safir omgivet af 14 diamanter. Forlovelsesringen blev brugt igen i 2010, da Dianas ældste søn prins William, hertug af Cambridge blev forlovet med Kate Middleton. Diana blev gift med Prins Charles 29. juli 1981 i St. Paul's Cathedral i London. Brudekjolen, der havde et slæb på 7,62 meter var designet af ægteparret David og Elizabeth Emanuel. Efter brylluppet fik Diana titlen Her Royal Highness Diana, Princess of Wales.

### Separation og skilsmisse
I 1992 blev hun separeret fra Prins Charles, og parret blev skilt i 1996. Skilsmissen var problematisk, og parret inddrog medierne. Blandt andet gav Diana et stort tv-interview; hun fortalte om prins Charles' utroskab med Camilla Parker Bowles. Efter skilsmissen mistede Diana titlen som kongelig højhed og prinsesse af Wales. Hun blev tituleret Lady Di eller prinsesse Diana, selv om hun ikke officielt havde titlen.[kilde mangler]

### Død
Diana døde ved en bilulykke i Paris i Frankrig den 31. august 1997 . Chaufføren var påvirket under kørslen og kørte hurtigt rundt i Paris' gader forfulgt af paparazzifotografer. Hun blev efterfølgende hentet hjem til England af prins Charles og fik en statsbegravelse med deltagelse af hele det officielle England 6. september 1997 i Westminster Abbey i London.
Diana var venner med sir Elton John, som til hendes begravelse spillede sangen "Candle in the Wind", oprindeligt skrevet om Marilyn Monroe, men med nyskrevet tekst af Bernie Taupin, så den handlede om Diana. Sangen blev udsendt som single i 1997 og blev nummer ét på mange hitlister. Det viste, hvor populær prinsessen var, og hvor stor respekt folk nærede for hende. 

### Eftermæle
I 2007 arrangerede hendes to sønner en mindekoncert for hende den 1. juli, den dag hun ville være blevet 46 år.

## Børn og børnebørn
I deres ægteskab fik Charles og Diana to sønner:
- Prins William, hertug af Cornwall og Cambridge (født 21. juni 1982), gift med Catherine Elizabeth Middleton (født 9. januar 1982). Parret blev gift den 29. april 2011 i Westminster Abbey. Parret har to sønner og en datter:
  - Prins George af Cambridge (født 22. juli 2013)[1]
  - Prinsesse Charlotte af Cambridge (født 2. maj 2015)
  - Prins Louis af Cambridge (født 23. april 2018)

- Prins Henry af Wales (født 15. september 1984), gift med Rachel Meghan Markle (født 4. august 1981). Parret blev gift den 19. maj 2018 i St George's Chapel, Windsor Castle. Parret har sammen en søn og en datter:
  - Archie Harrison Mountbatten-Windsor (født 6 maj 2019)
  - Lilibet Diana Mountbatten-Windsor (født 4. juni 2021)

## Titler og prædikater
- 1. juli 1961 – 9. Juni 1975: Den ærede Diana Frances Spencer
- 9. juni 1975 – 29. juli 1981: Lady Diana Frances Spencer
- 29. juli 1981 – 28. august 1996: Hendes kongelige højhed prinsessen af Wales
  - i Skotland: 29. juli 1981 – 28. august 1996: Hendes kongelige højhed Hertuginden af Rothesay
- 28. august 1996 – 31. august 1997: Diana, Prinsesse af Wales